# Vampire$
Pour les articles homonymes, voir Vampires (homonymie).
Vampire$ est un roman de John Steakley de 1991. Mettant à mal les clichés sur les vampires, cette œuvre fut reprise dans Vampires, par John Carpenter en 1998. À la suite du succès du film, le roman fut rebaptisé simplement Vampires.

## Résumé de l'histoire
Jack Crow et son équipe de Vampire$ Inc. sont mandatés par le Vatican dans un seul but : éradiquer les vampires. Un douloureux combat qu'ils ne gagneront jamais, et ils le savent fort bien. Car ces buveurs de sang existent véritablement, bien que les médias nient leur existence, malgré les fictions stupides qui les décrivent très mal. Les vampires sont une réalité à laquelle Jack Crow doit faire face comme il l'a toujours fait : seul, envers et contre tous.
Et quand le Maître du nid, que Vampire$ Inc. vient de nettoyer, se présente à la fête organisée le soir même et étripe tous les membres de l'équipe dans un massacre horrible, Jack Crow n'a pas d'autre choix que de fuir. Mais comment diable le Maître connait-il le nom de Jack Crow ? Qui devient le chasseur ? Qui devient la proie ?